# 岡本良勝
岡本 良勝（おかもと よしかつ）は、戦国時代から安土桃山時代にかけての武将、大名。通称は平吉郎、太郎右衛門尉、下野守。諱は重政（しげまさ）や宗憲（むねのり）ともされるが、「良勝」が正しいとされる。

## 略歴
尾張出身。岡本定季の次男。『千秋系図』によれば、重国は兄。岡本氏は熱田神宮の神官家であった。
『勢州軍記』によれば、織田信長の側室である坂氏の叔父にあたると言い、信孝は良勝の屋敷で誕生した。その縁で永禄11年（1568年）に信孝が伊勢神戸家に養子に入った時にこれを補佐する老臣として従った。
天正2年(1574年)、伊勢峯城城主の峯盛祐が長島一向一揆で討死し、後継が幼少であったため、岡本下野守が城主とされた。
天正10年（1582年）、本能寺の変が起こった時には、信孝の取次衆の1人であった。
清洲会議によって信孝は三法師（後の織田秀信）の後見役となるが、信長の死後に織田家中で台頭した羽柴秀吉と敵対した。同年10月18日付の秀吉からの信孝弾劾状は、信孝の家老として、良勝と斎藤利堯の両名に宛てて出されている。12月に秀吉が挙兵して信孝の居城・岐阜城を包囲して和議に至ると、三法師の引き渡しに加え、信孝の母（坂氏）・幸田孝之の母（信孝の乳母）、良勝の母も人質として秀吉に送られたが、引き続き信孝に忠節を尽くした幸田孝之とは違って、良勝はこれを機に長年仕えた信孝に背いて秀吉側に通じた。
翌天正11年（1583年）、柴田勝家に呼応して信孝が再び岐阜城で蜂起すると、秀吉側に立った伊勢亀山城の関盛信や峯城の良勝はそれぞれ滝川一益に攻められ、籠城したが落城した。峯城はその後、秀吉勢の大軍で包囲されて奪回されるが、伊勢の国持大名となった織田信雄に与えられ、その配下の城となった。
以後、良勝は秀吉に従属し、天正15年（1587年）の九州の役や天正18年（1590年）の小田原の役に従軍。武蔵岩槻城攻めに参加した功で、伊勢亀山に2万2千石を与えられた。翌年に入国すると、関氏の亀山城に大幅な改修を施した。
文禄元年（1592年）の文禄の役では、船奉行も担当し、兵500を率いて朝鮮に出征した。京城（漢城府）に進出し、翌年の第二次晋州城攻防戦に参加した。帰朝して文禄3年（1594年）に伏見城普請を分担。同年9月に鈴鹿郡・1万5230石を加増された。
文禄4年（1595年）、すでに父と同じ下野守を小田原攻めの頃より名乗っていたが、従五位下下野守に正式に叙任された。慶長3年（1598年）の秀吉の死で遺物の刀を受領した。
慶長5年（1600年）、関ヶ原の戦いでは西軍に属し、居城の亀山城を嫡男の重義と甥・三休に託し、良勝は氏家行広の桑名城に入った。本戦で西軍が敗れると、翌日に東軍山岡景友の説得に応じ、降伏して城を明け渡したが、赦されず、切腹を命じられて自刃した。享年58または59。他方で、重義も亀山城を出たが、近江水口で自刃した。重義の享年は12。三休は敗戦後に逃亡した。